# Draconettidae
Draconettidae är en familj i underordningen sjökockslika fiskar som tillhör ordningen abborrartade fiskar. Totalt finns der tretton arter inom familjen Draconettidae.
Arterna förekommer i tropiska och varma tempererade havsområden i Stilla havet och Indiska oceanen. Huvudet kännetecknas av en bred öppning för gälarna och av två näsborrar på varje sida. Individerna vistas ofta nära havsbottens branta delar. Det vetenskapliga namnet är bildat av de grekiska orden drakos, drakaina (drake) och nessa, netta (anka).